# Trifolium usambarense
Trifolium usambarense är en ärtväxtart som beskrevs av Paul Hermann Wilhelm Taubert. Trifolium usambarense ingår i släktet klövrar, och familjen ärtväxter. Inga underarter finns listade i Catalogue of Life.